# Новозеландская качурка
Новозеландская качурка (лат. Fregetta maoriana) — вид небольших морских птиц из семейства Oceanitidae. С 1850 года считался вымершим, но с 2003 по настоящее время последовала серия наблюдений, показывающая, что существует ранее неизвестная колония этих птиц.

## Описание
Верхняя часть тела птицы тёмно-коричневая или чёрная, при этом зад белый. Нижние части тела чёрные от горла до груди, брюшко белое, покрытое чёрными отметинами. Ноги протянутые назад выходят далеко за пределы хвоста.

## Биология
В местах размножения ведут строго ночной образ жизни, чтобы избежать хищничества со стороны более агрессивных и крупных чаек и поморников.

## Охранный статус
МСОП присвоил таксону охранный статус «Виды, находящиеся на грани полного исчезновения» (CR).